# الأميرة ماريا آنا من ساكسونيا
     لشخصية أخرى تحمل اسم الأرشيدوقة ماريا آنا من النمسا، طالع الأرشيدوقة ماريا آنا من النمسا (توضيح).

الأميرة ماريا آنا من ساكسونيا (بالإنجليزية: Princess Maria Anna of Saxony)‏‏ (15 نوفمبر 1799 في درسدن - 24 مارس 1832 في بيزا) باحثة في تاريخ العصور الكلاسيكية من ساكسونيا.‏ والدها هو ماكسيمليان، أمير ساكسونيا الوراثي.